# (52309) Philnicolai
(52309) Philnicolai est un astéroïde de la ceinture principale.

## Description
(52309) Philnicolai est un astéroïde de la ceinture principale. Il fut découvert le 7 octobre 1991 à Tautenburg par Freimut Börngen. Il présente une orbite caractérisée par un demi-grand axe de 2,79 UA, une excentricité de 0,04 et une inclinaison de 18,3° par rapport à l'écliptique.

## Compléments